# 하이콘테크
하이콘테크(Hicon Tech Co., Ltd.)는 대한민국의 과자류 및 코코아 제품 제조업체이다. 본사는 서울특별시 영등포구 양평동5가 있다.

## 역사

해태제과 시절에 사용된 로고

1945년 해태그룹의 창업주인 박병규가 해태제과 합명회사를 설립, 1959년 해태산업을 설립하고, 1960년 해태제과공업(주)으로 사명을 바꾸었다. 1961년 서울특별시 용산구 남영동과 서울특별시 성북구 보문동 공장을 통합하여, 서울특별시 영등포구 양평동으로 공장을 이전하였다. 1987년 해태제과로 상호를 변경하였으나 박병규 창업주 타계 후 박 창업주의 아들이자 해당 기업(해태제과)의 대표사장이었던 박건배 제 2대 해태그룹 회장 취임 뒤 인켈 인수, 건설분야 진출  등 무리한 사업확장이 화근이 되어 1997년 외환위기 때에 부도가 나 해체되었으며 박건배 사장은 뒷날  분식회계 및  위장계열사를 통한  비자금 조성 등의 혐의로 감옥살이를 하기도 했다.
2001년 해태산업(주)을 매각하고, 현재 상호로 변경하였으며, 상장폐지되었다. 2012년 청산절차를 밟아 법인 자체가 사라졌다.

## 연혁
- 1945년 10월 3일: 해태제과 합명회사 설립
- 1960년 7월 13일: 해태제과공업(주)로 사명 변경
- 1961년 1월: 본사 및 공장을 서울특별시 영등포구 양평동으로 이전
- 1973년: 해태그룹 출범
- 1984년: 음료사업부문을 해태음료(주)로 분리
- 1987년 1월: 해태제과(주)로 사명 변경
- 1989년: 건설사업부 신설
- 1995년 5월: 중국 현지법인 불산해태식품유한공사 설립
- 2001년 9월 28일: 하이콘테크(주)로 사명 변경
- 2001년 11월 10일: 상장폐지
- 2012년 12월 12일: 폐업

## 같이 보기
- 해태그룹
- 해태제과식품
- 해태htb